# Lekkoatletyka na Igrzyskach Azjatyckich 2006
Lekkoatletyka na Igrzyskach Azjatyckich 2006 – zawody lekkoatletyczne, które zostały rozegrane od 7 do 12 grudnia 2006 w stolicy Kataru – Dosze. Areną zmagań sportowców był Stadion Międzynarodowy Chalifa. Udział wzięło 530 lekkoatletów (331 mężczyzn i 199 kobiet). W zawodach udziału nie wzięły Bhutan, Brunei, Indonezja i Mjanma.

## Rezultaty

### Mężczyźni
| Konkurencja           | | | |
| --------------------- | --- | --- | --- |
| 100 m                 | Yahya Hassan Habeeb – 10,32                                                                                       | Naoki Tsukahara – 10,34                                                                                     | Wachara Sondee – 10,39 |
| 110 m ppł             | Liu Xiang – 13,15                                                                                                 | Shi Dongpeng – 13,28                                                                                        | Masato Naito – 13,60 |
| 200 m                 | Shingo Suetsugu – 20,60                                                                                           | Yang Yaozu – 20,71                                                                                          | Shinji Takahira – 20,81 |
| 400 m                 | Hamdan Odha Al-Bishi – 45,64                                                                                      | Brandon Simpson – 45,68                                                                                     | Fawzi Al-Shammari – 46,35 |
| 400 m ppł             | Kenji Narisako – 48,78                                                                                            | Meng Yan – 49,26                                                                                            | Naohiro Kawakita – 50,19 |
| 800 m                 | Yusuf Saad Kamel – 1:45,74                                                                                        | Mohammad Al-Azemi – 1:46,25                                                                                 | Ehsan Mohajer Shojaei – 1:47,43                                                                                                 |
| 1500 m                | Daham Najim Bashir – 3:38,06                                                                                      | Belal Mansoor Ali – 3:38,08                                                                                 | Rashid Ramzi – 3:38,91 |
| 3000 m z przeszkodami | Tareq Mubarak Salem – 8:26,85                                                                                     | Gamal Belal Salem – 8:29,10                                                                                 | Lin Xiangqian – 8:30,49 |
| 5000 m                | James Kwalia Kurui – 13:38,90                                                                                     | Mushir Salem Jawher – 13:41,10                                                                              | Sultan Khamis Zaman – 13:45,91                                                                                                  |
| 10 000 m              | Hasan Mahboob – 27:58,88                                                                                          | Essa Ismail Rashed – 27:59,15                                                                               | Aadam Ismaeel Isa – 28:02,08 |
| Sztafeta 4 × 100 m    | Tajlandia – 39,21 · Ekkachai Janthana · Wachara Sondee · Sittichai Suwonprateep · Seksan Wongsala                 | Japonia – 39,21 · Naoki Tsukahara · Yusuke Omae · Shingo Suetsugu · Shinji Takahira                         | Chiny – 39,62 · Hu Kai · Pang Guibin · Wen Yongyi · Yang Yaozu                                                                  |
| Sztafeta 4 × 400 m    | Arabia Saudyjska – 3:05,31 · Hamdan Odha Al-Bishi · Hamed Hamadan Al-Bishi · Ismail Al-Sabani · Mohammed Al-Salhi | Indie – 3:06,65 · Joseph Abraham · Binu Kalayathumkuzhiyil Mathew · Bhupinder Singh · Aboo Backer Thanikkal | Sri Lanka – 3:06,97 · Prasanna Dodampe Amarasekaralage · Ashoka Jayasundara · Rohan Pradeep Handunpurage · Pushpakumara Rohitha |
| Chód na 20 km         | Han Yucheng – 1:21:40                                                                                             | Kim Hyun-sub – 1:23:12                                                                                      | Koichiro Morioka – 1:23:17 |
| Dziesięciobój         | Dmitrij Karpow – 8384 pkt.                                                                                        | Vitaliy Smirnov – 7769 pkt.                                                                                 | Kim Kun-woo – 7665 pkt. |
| Rzut dyskiem          | Ehsan Haddadi – 63,79                                                                                             | Rashid Shafi Al-Dosari – 62,11                                                                              | Sultan Mubarak Al-Dawoodi – 60,82                                                                                               |
| Rzut młotem           | Dilszod Nazarow – 74,43                                                                                           | Ali Mohamed Al-Zinkawi – 73,14                                                                              | Hiroaki Doi – 69,45 |
| Skok wzwyż            | Jean Claude Rabbath – 2,23                                                                                        | Sergey Zassimovich – 2,23                                                                                   | Naoyuki Daigo – 2,23 |
| Rzut oszczepem        | Park Jae-myong – 79,30                                                                                            | Yukifumi Murakami – 78,15                                                                                   | Li Rongxiang – 76,13 |
| Skok w dal            | Hussain Taher Al-Sabee – 8,02                                                                                     | Saleh Abdelaziz Al-Haddad – 7,88                                                                            | Ahmed Faiz Bin Marzouq – 7,85                                                                                                   |
| Maraton               | Mubarak Hassan Shami – 2:12:44                                                                                    | Khalid Kamal Yaseen – 2:15,36                                                                               | Satoshi Osaki – 2:15,36 |
| Skok o tyczce         | Daichi Sawano – 5,60                                                                                              | Leonid Andreyev – 5,55                                                                                      | Yang Yansheng – 5,50 |
| Pchnięcie kulą        | Sultan Abdulmajeed Al-Hebshi – 20,42                                                                              | Khalid Habash Al-Suwaidi – 20,05                                                                            | Chang Ming-huang – 19,45 |
| Trójskok              | Li Yanxi – 17,06                                                                                                  | Roman Walijew – 16,98                                                                                       | Kim Deok-hyeon – 16,87 |

### Kobiety
| Konkurencja        |                                                                                          |                                                                                                   |                                                                                       |
| ------------------ | ---------------------------------------------------------------------------------------- | ------------------------------------------------------------------------------------------------- | ------------------------------------------------------------------------------------- |
| 100 m              | Guzel Khubbieva – 11,27                                                                  | Susanthika Jayasinghe – 11,34                                                                     | Roqaya Al-Gassra – 11,40                                                              |
| 100 m ppł          | Liu Jing – 12,93                                                                         | Feng Yun – 13,10                                                                                  | Lee Yeon-kyung – 13,23                                                                |
| 200 m              | Roqaya Al-Gassra – 23,19                                                                 | Guzel Khubbieva – 23,30                                                                           | Susanthika Jayasinghe – 23,42                                                         |
| 400 m              | Olga Tierieszkowa – 51,86                                                                | Manjeet Kaur – 52,17                                                                              | Asami Tanno – 53,04                                                                   |
| 400 m ppł          | Huang Xiaoxiao – 55,41                                                                   | Satomi Kubokura – 56,49                                                                           | Mohd Khalid Noraseela – 56,85                                                         |
| 800 m              | Maryam Yusuf Jamal – 2:01,79                                                             | Wiktoria Jałowcewa – 2:03,19                                                                      | Zamira Amirova – 2:03,56                                                              |
| 1500 m             | Maryam Yusuf Jamal – 4:08,63                                                             | Yuriko Kobayashi – 4:14,96                                                                        | Sinimole Puaulose – 4:15,09                                                           |
| 5000 m             | Xue Fei – 15:40,12                                                                       | Kayo Sugihara – 15:40,87                                                                          | Jaisha Orchatteri Puthiya Veetil – 15:41,91                                           |
| 10 000 m           | Kayoko Fukushi – 31:29,38                                                                | Kareema Saleh Jasim – 32:17,14                                                                    | Hiromi Ominami – 32:18,02                                                             |
| Sztafeta 4 × 100 m | Chiny – 44,33 · Chen Jue · Han Ling · Qin Wangping · Wang Jing                           | Japonia – 44,87 · Tomoko Ishida · Takarako Nakamura · Sakie Nobuoka · Momoko Takahashi            | Chińskie Tajpej – 45,86 · Chen Ying-ru · Chuang Shu-chuan · Lin Yi-chun · Yu Sheue-an |
| Sztafeta 4 × 400 m | Indie – 3:32,95 · Sathi Geetha · Manjeet Kaur · Chitra Kulathummuriyil · Pinki Paramanik | Kazachstan – 3:33,86 · Tatiana Azarowa · Marina Maslonko · Olga Tierieszkowa · Wiktoria Jałowcewa | Chiny – 3:33,92 · Han Ling · Huang Xiaoxiao · Li Xueji · Tang Xiaoyin                 |
| Chód na 20 km      | Liu Hong – 1:32:19                                                                       | Ryoko Sakakura – 1:33:19                                                                          | He Dan – 1:34:24                                                                      |
| Rzut dyskiem       | Song Aimin – 63,52                                                                       | Ma Xuejun – 62,43                                                                                 | Krishna Punia – 61,53                                                                 |
| Rzut młotem        | Zhang Wenxiu – 74,15                                                                     | Gu Yuan – 65,13                                                                                   | Masumi Aya – 62,67                                                                    |
| Siedmiobój         | Olga Rypakowa – 5955 pkt.                                                                | Soma Biswas – 5675 pkt.                                                                           | J. J. Shobha – 5662 pkt.                                                              |
| Skok wzwyż         | Marina Aitowa – 1,93                                                                     | Zheng Xingjuan – 1,91 Tatiana Efimienko – 1,91                                                    | ← nie przyznano brązowego medalu                                                      |
| Rzut oszczepem     | Buoban Pamang – 61,31                                                                    | Ma Ning – 57,53                                                                                   | Yuki Ebihara – 57,47                                                                  |
| Skok w dal         | Kumiko Ikeda – 6,81                                                                      | Anju Bobby George – 6,52                                                                          | Olga Rypakowa – 6,49                                                                  |
| Maraton            | Zhou Chunxiu – 2:27:03                                                                   | Kiyoko Shimahara – 2:30:34                                                                        | Kayoko Obata – 2:30:38                                                                |
| Skok o tyczce      | Gao Shuying – 4,30                                                                       | Samsu Roslinda – 4,30                                                                             | Ikuko Nishikori – 4,15 Zhao Yingying – 4,15                                           |
| Pchnięcie kulą     | Li Ling – 18,42                                                                          | Li Meiju – 18,08                                                                                  | Lin Chia-ying – 16,70                                                                 |
| Trójskok           | Xie Limei – 14,37                                                                        | Anastasiya Juravlyeva – 14,26                                                                     | Li Qian – 13,78                                                                       |

## Tabela medalowa
| Poz. | Państwo          |    |   |    |    |
| ---- | ---------------- | -- | - | -- | -- |
| 1    | Chiny            | 14 | 9 | 8  | 31 |
| 2    | Bahrajn          | 6  | 5 | 3  | 14 |
| 3    | Japonia          | 5  | 9 | 13 | 26 |
| 4    | Arabia Saudyjska | 5  | 0 | 2  | 7  |
| 5    | Kazachstan       | 4  | 4 | 1  | 9  |
| 6    | Katar            | 3  | 4 | 1  | 8  |
| 7    | Tajlandia        | 2  | 0 | 1  | 3  |
| 8    | Indie            | 1  | 4 | 4  | 9  |
| 9    | Uzbekistan       | 1  | 4 | 1  | 6  |
| 10   | Korea Południowa | 1  | 1 | 3  | 5  |
| 11   | Iran             | 1  | 0 | 1  | 2  |
| 12   | Liban            | 1  | 0 | 0  | 1  |
| 12   | Tadżykistan      | 1  | 0 | 0  | 1  |
| 14   | Kuwejt           | 0  | 3 | 1  | 4  |
| 15   | Sri Lanka        | 0  | 1 | 2  | 3  |
| 16   | Malezja          | 0  | 1 | 1  | 2  |
| 17   | Kirgistan        | 0  | 1 | 0  | 1  |
| 18   | Chińskie Tajpej  | 0  | 0 | 3  | 3  |